# Fresca

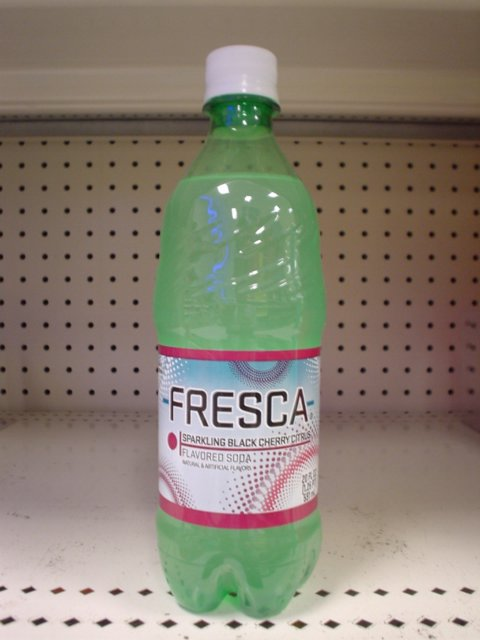
Fresca

Fresca är en amerikansk läskedryck med en lätt citronaktig smak. Namnet kommer från spanskans och italienskans ord för färsk. Drycken skapades 1963 av The Coca-Cola Company och är vanligast i USA. Den kan köpas i både burk och flaska. Coca-Cola uppdaterade Frescas utseende 2005.